# Чанъи-ван
Чанъи-ван Хэ (кит. трад. 昌邑王賀, пиньинь Chāngyí wáng Hè) (умер 59 до н. э.) — император империи Хань, правивший только 27 дней в 74 до н. э., личное имя — Лю Хэ (кит. трад. 劉賀, пиньинь Liú Hè) .
Его возвёл на трон и лишил трона Хо Гуан, опекун предыдущего императора Чжао-ди, умершего в юном возрасте. После лишения трона он получил в кормление снова свой удел в Чанъи, а позднее получил титул хоу и стал известен как Хайхунь-хоу (海昏侯).

## Происхождение и ранние годы
Год рождения Чанъи-вана неизвестен. Его отцом был Лю Бо (劉髆), с титулом Чанъи-вана Ай, который умер в 86 до н. э., а его дедом был император У-ди, который умер на год раньше в  87 до н. э..
Сохранившиеся жизнеописания Чанъи-вана написаны после его смещения и могут быть фальсифицированными или тенденциозными.
Он охотился во время траура по У-ди и пренебрёг увещеваниями чиновника Ван Цзи (王吉) по этому поводу, он общался также с вульгарной публикой и щедро жертвовал деньги, не внимая увещеваниям офицера Гун Суя (龔遂), начальника отряда охранников.

## Восхождение на трон
В июне 74 до н. э. его дядя, император  Чжао-ди умер в молодом возрасте, не оставив сыновей, регент Хо Гуан отверг кандидатуру Лю Сюя (劉胥), единственного оставшегося в живых сына императора У-ди, поскольку У-ди считал Сюя слишком импульсивным и не хотел видеть его на троне.
Был выбран принц Хэ (Чанъи-ван) как внук У-ди, который немедленно отправился из своей столицы Шаньян (山陽, современный город  Цзинин провинции Шаньдун) в императорскую столицу Чанъань, он летел настолько быстро, что лошади его охранников падали замертво от истощения.  Ван Цзи предупредил его, что так быстро скакать не стоит в период траура, но принц не обратил внимания. По прибытии он немедленно заказал во дворце особое блюдо из курицы, а также выказал желание позабавиться с женщинами (чего не было дозволено во время траура), на возражения Гун Суя он взвалил вину на начальника своих рабов, который был тут же казнён.

## Характеристика правления
Став императором, он немедленно стал выдвигать своих друзей из Чанъи, нарушая ритуалы траура и организуя праздники. Гун Суй был сильно недоволен.
Поведения принца огорчило Хо, он вызвал министра земледелия Тянь Яньняня (田延年), с которым стал обсуждать возможность лишения императора трона. К заговору были привлечёны генерал Чжан Аньши (張安世) и премьер-министр Ян Чан  (楊敞).

## Лишение трона
Группа чиновников во главе Хо составила детальный план лишения его трона, который был осуществлён на 27 день правления. Они принудили большинство высших чиновников согласиться с планом, угрожая казнью, и заручились согласием вдовствующей императрицы Шангуань, которой отводилась основная роль. Император был вызван ко императрице, где уже присутствовали высшие чиновники, и поначалу плохо понимал, что происходит. Императрица в официальном одеянии и драгоценных украшениях сидела на троне, по обе стороны от неё стояли чиновники.
Хо Гуан и высшие чиновники поднесли вдовствующей императрице компрометирующие материалы против императора и громко зачитали список из 1127 обвинений, перечисляющих все ошибки, допущенные императором за время его правления. В частности:
- Отказ воздержаться от мяса и сексуальных отношений во время траура
- Неумение хранить государственную казну
- Назначение недостойных из своего окружения в Чанъи во время траура
- Организация празднеств и игрищ во время траура
- Подношение жертв своему отцу во время траура по его дяде

Императрица Шангуань одобрила представление об отречении и приказала снять с Хэ титул императора. Стража сопроводила бывшего императора обратно в Чанъи. Хэ и Хо Гуан принесли друг другу церемониальные извинения.

## Жизнь после лишения трона
Императрица не стала сурово наказывать Чанъи-вана, а отвела ему на кормление удел в 2000 семей в Чанъи.
Все его сподвижники, получившие должности, были казнены, кроме Ван Цзи и Гун Суя, пытавшихся увещевать императора, и его старого учителя Ван Ши (王式).
Трон получил Лю Бинъи (劉病已), уцелевший внук бывшего наследника Лю Цзюя, который поначалу относился к Чанъи-вану с подозрением, но в 63 до н. э. присвоил ему титул хоу и дал в правление уезд Хайхунь в провинции Цзянси. 